# Roland Ratzenberger
Roland Ratzenberger (ur. 4 lipca 1960 w Salzburgu, zm. 30 kwietnia 1994 w Bolonii) – austriacki kierowca wyścigowy.

## Kariera
Ratzenberger zaistniał w świecie po raz pierwszy po wygraniu w 1986 prestiżowego festiwalu Formuły Ford, na Brands Hatch. Doprowadziło to Rolanda do startów w europejskiej Formule 3 i mistrzostwach samochodów turystycznych. Szybko uzyskał popularność w Wielkiej Brytanii ze względu na podobieństwo w imionach z kukiełką telewizyjną Roland Rat. Austriak później odnosił sukcesy w japońskiej Formule 3000.

### Starty w Formule 1
Został wyrwany z Japonii zaskakującym wyborem szefa nowego Simteka – Nicka Wirtha. Ogłosił on, że jednym z jego kierowców na sezon 1994 będzie właśnie Ratzenberger. Po niezakwalifikowaniu się do Grand Prix Brazylii, Roland pojechał w Grand Prix Pacyfiku i zajął 11 lokatę.

### Śmierć

Zakręt Villeneuve na torze Imola.

Ratzenberger zginął w czasie kwalifikacji na torze Imola do trzeciego wyścigu sezonu – Grand Prix San Marino 1994. Austriak wypadł z toru na bardzo szybkim łuku Villeneuve i uderzył w betonową ścianę przy prędkości ponad 314 km/h. Wypadek spowodowany był awarią przedniego skrzydła bolidu. Skrzydło uszkodziło się po wyjeździe poza tor na wcześniejszym okrążeniu, jego bolid wyjechał poza tor nie mając siły dociskowej w przedniej części. Samochód został doszczętnie rozbity, a Ratzenbergera przewieziono do szpitala Ospedale Maggiore w Bolonii, gdzie zmarł po siedmiu minutach. Czas, który osiągnął na wcześniejszym okrążeniu byłby wystarczający, aby zakwalifikować się do wyścigu. Jako przyczynę śmierci podano złamanie podstawy czaszki.
Ratzenberger był pierwszym kierowcą od 1982, który zginął w czasie weekendu wyścigowego. Poprzednią ofiarą był Riccardo Paletti. Dzień po feralnym wypadku Ratzenbergera zginął Ayrton Senna.